# Moorea
Moorea vagy Mo'orea(tahiti nyelven: \ˌmō-ō-ˈrā-ä, ˈmō-ō-ˌrā-\) egy hegyes sziget Francia Polinéziában, a Társaság-szigetcsoportban, Tahiti szigetétől mintegy 17 km-re északnyugatra. Moorea jelentése tahiti nyelven "sárga gyík". A sziget egyik korábbi neve ʻAimeho, amelyet olykor 'Aimeo vagy ʻEimeo néven is megtalálni (mivel a korai idelátogatók még nem ismerték a helyi nyelvet eléggé és félreértették). A korai nyugati gyarmatosítók és utazók York-szigetként is utaltak Mooreára. Az elnevezésekben található aposztrófok a magánhangzók közötti glottális stop hangra utalnak, amely a polinéz nyelvekre jellemző.

## Közlekedés
Tahiti fővárosából, Papeetē-ből három komp közlekedik a mooreai Vai'are öbölbe, a sziget keleti részén. A kikötő az öbölről kapta a nevét. A három komp az 'Aremiti 5, az Aremiti 2 és a Terevau. A kompok a Mo'oreai zátonyokon átkelnek, majd az óceánon át Papeetē irányába a Tahiti lagúnába érkeznek. A Mo'orea Temae repülőtérről (MOZ) repülőjárat visz a Papeete melletti nemzetközi reptérre (Fa'a'ā nemzetközi repülőtér), ahonnan el lehet jutni a Társaság-szigetek bármelyikére – például Bora Bora szigetére. Az Air Tahiti repülőtársaság nemzetközi járataival, a LAN (Húsvét-sziget és Chile) és az Air New Zealand (Auckland, Új-Zélnad) légitársaságokkal lehet eljutni külföldre. A mo'oreai reptér a Vai'are öböl északi részén van. A szigetet teljesen körbe lehet autózni. Az út minősége jó, bár bizonyos szakaszokon erősen kátyús. Az út mentén a kilométereket fehér kőtáblák jelölik a repülőtértől mindkét irányba haladva. A két irányban haladó számozás egyszerre ér a 35-ös kilométerkőhöz Ha'apiti közelében. A Magyarországon használatos fehér táblákhoz hasonlóan jelzés mutatja a településhatárt, majd annak végét egy piros, ferdén áthúzott vonal jelzi.
A szigeten található buszos tömegközlekedésért magáncég felel, amely a szigetre beérkező kompokhoz igazítja indulásait. A gyakorlatban a buszok nem feltétlenül indulnak minden egyes komp beérkezésekor. A buszsofőr saját belátása szerint úgy dönthet, hogy nem indul, ha nincs elég utas és anyagilag nem tartja megtérülőnek az utat. Egyszerre két busz indul a szigeten körbe. Az egyik nyugatra, a másik keletre indul.
A szigeten üzemelnek taxik és a hotelekbe magán kisbuszok szállítják a vendégeket.

## Földrajz
Mo'orea 16 km széles nyugattól keletig. Az északi parton van két, majdnem egészen szimmetrikus öböl. A nyugatra lévőt Opunohu-öbölnek, a másikat Cook-öbölnek (vagy más néven Pao Pao-öböl) nevezik. Az előbbi kevésbé lakott, azonban sok turista érkezik ide. A legfőbb itteni kommunák a keleten lévő Pihaena és a nyugati Papetoai. Mo'orea legnagyobb települése a Cook-öböl legalacsonyabban fekvő részén épült. Erre felé található még Piha'ena és Maharepa kommuna is. A sziget legmagasabb pontja a Tohivea-hegy, a sziget közepe felé. Mindkét öbölből ez a hegy uralja a látképet, sőt a csúcs még Tahitiből is látható. A hegyekben számos túraútvonal van. A keleti partvonalon lévő Vai'are-öböl egy keskeny öböl, sokkal kisebb mint a két nagy. Ez az öböl sokkal forgalmasabb, ahol az üzleti tevékenység nagy része folyik. A fő falu az öböl déli részén fekszik.

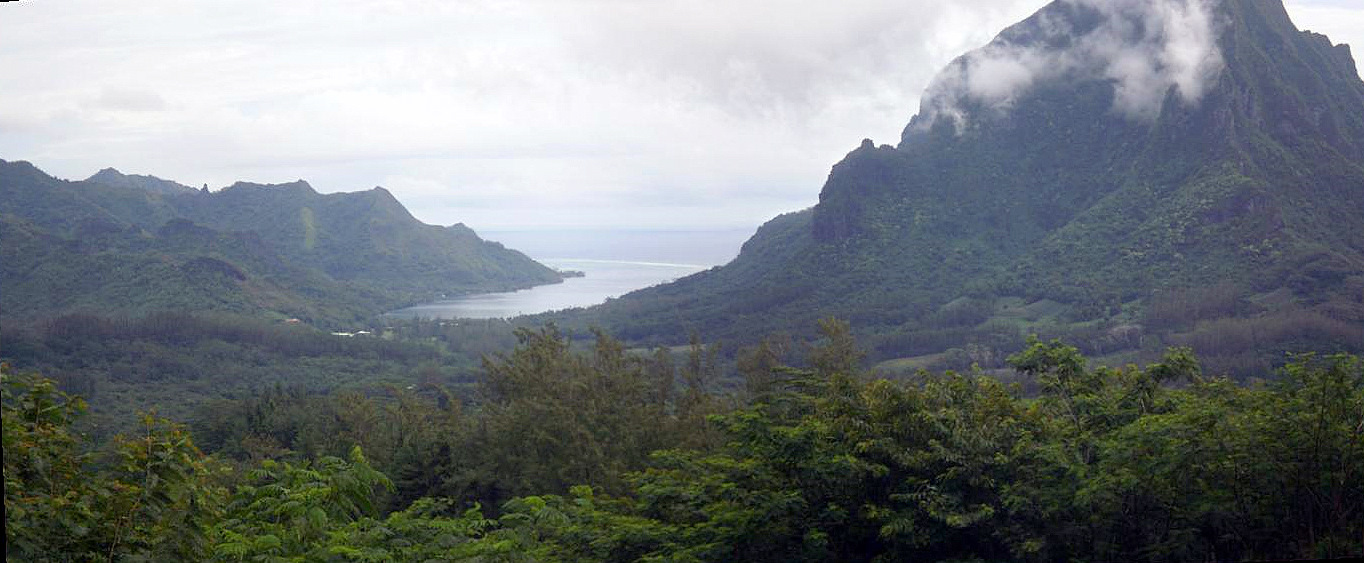
A Cook-öböl

## Turizmus

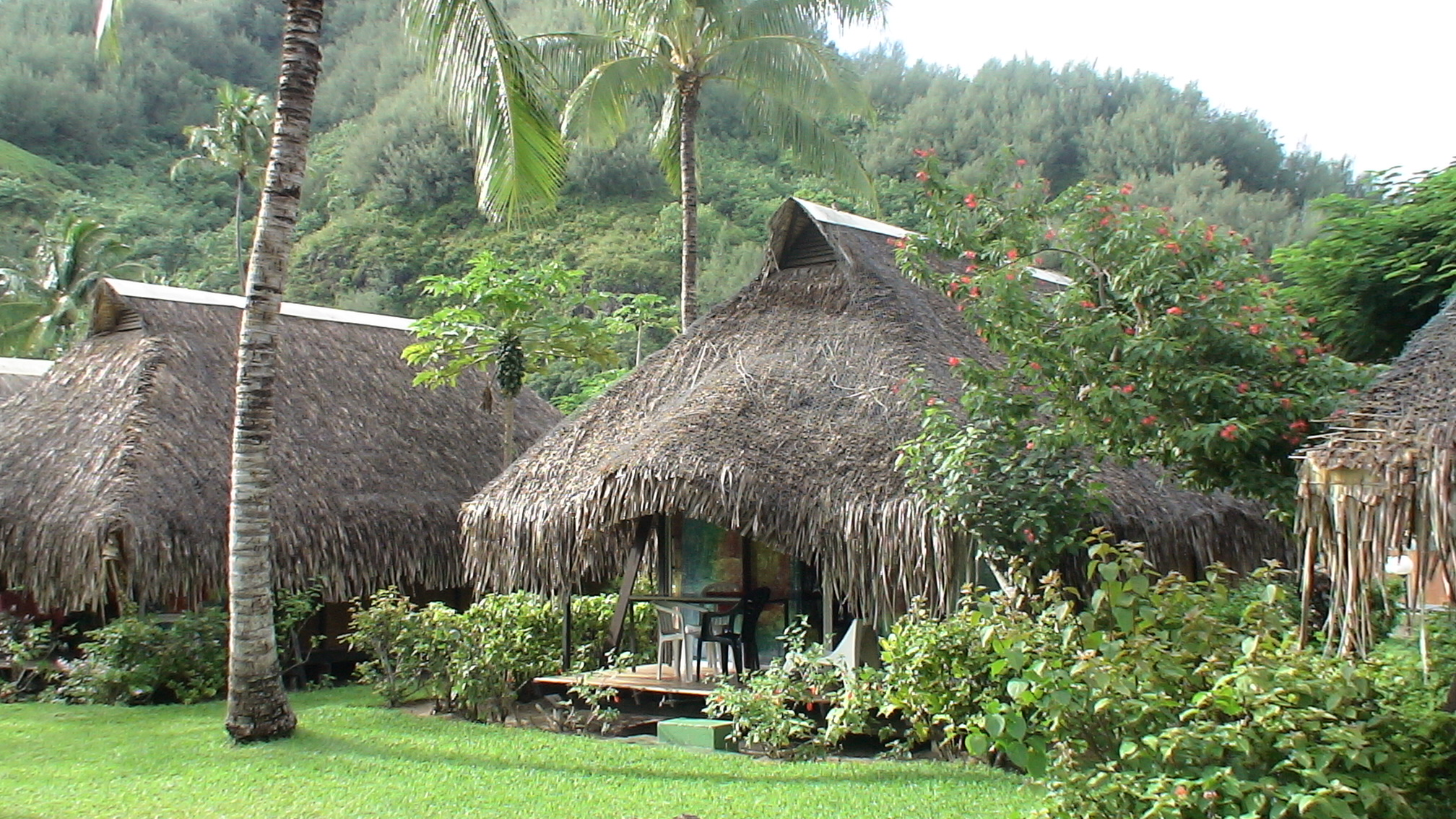
A Hotel Hibiscus bungalói, Hauru Point, Moʻorea

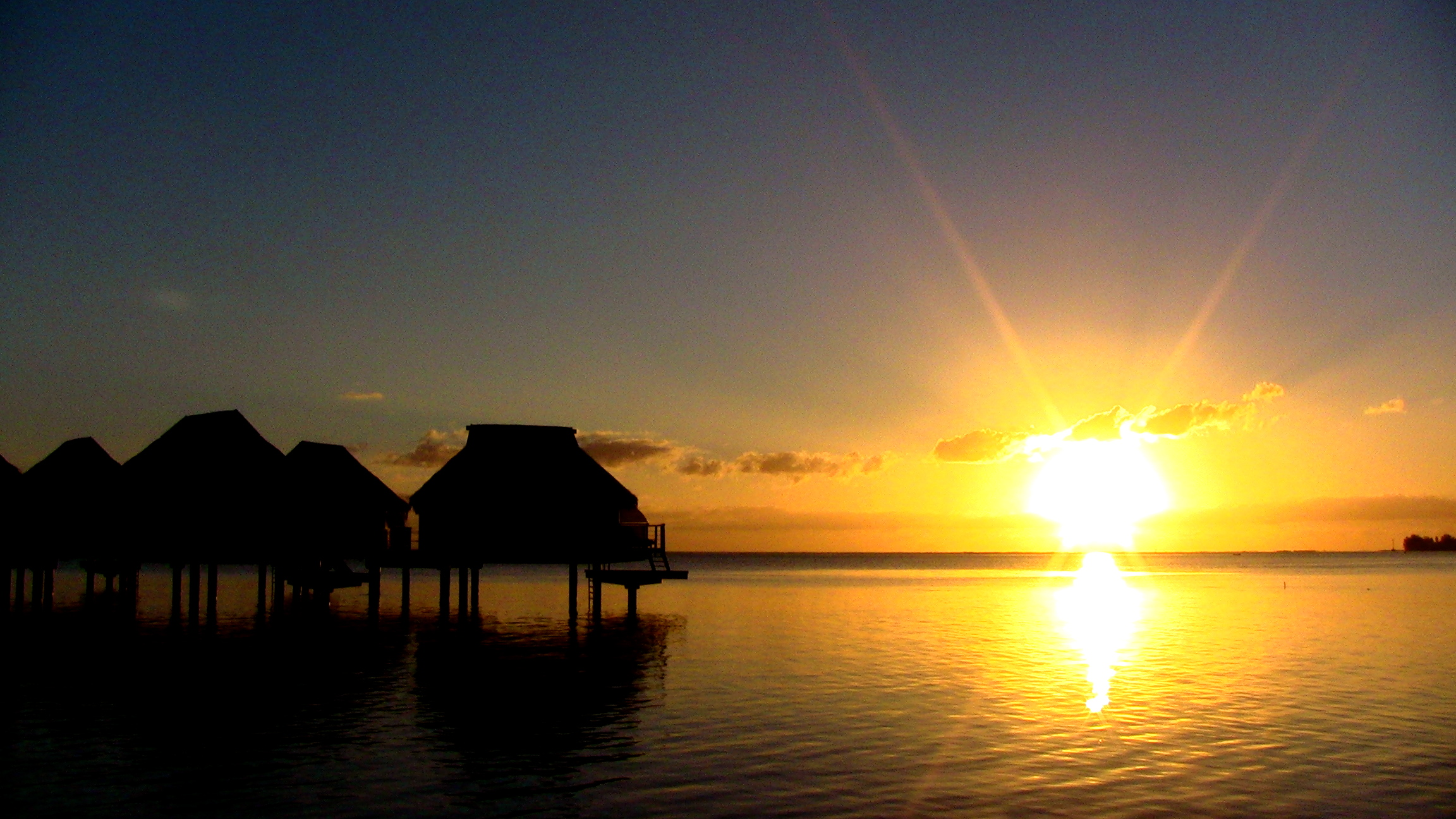
Klasszikus tahiti napfelkelte – 2012. június 28.

Lélegzetelállító tájképe és a Papeetē-hez való közelsége miatt a szigetre sok nyugati turista látogat, akik Francia Polinéziába érkeznek. Előszeretettel töltik itt nászútjukat a fiatal párok. Moʻorea emiatt gyakran szerepel az amerikai esküvői magazinok hirdetései között.
Arthur Frommer, híres úti író a Frommer's útikalauzában írta, hogy Moorea a világ leggyönyörűbb szigete.

## Leírása

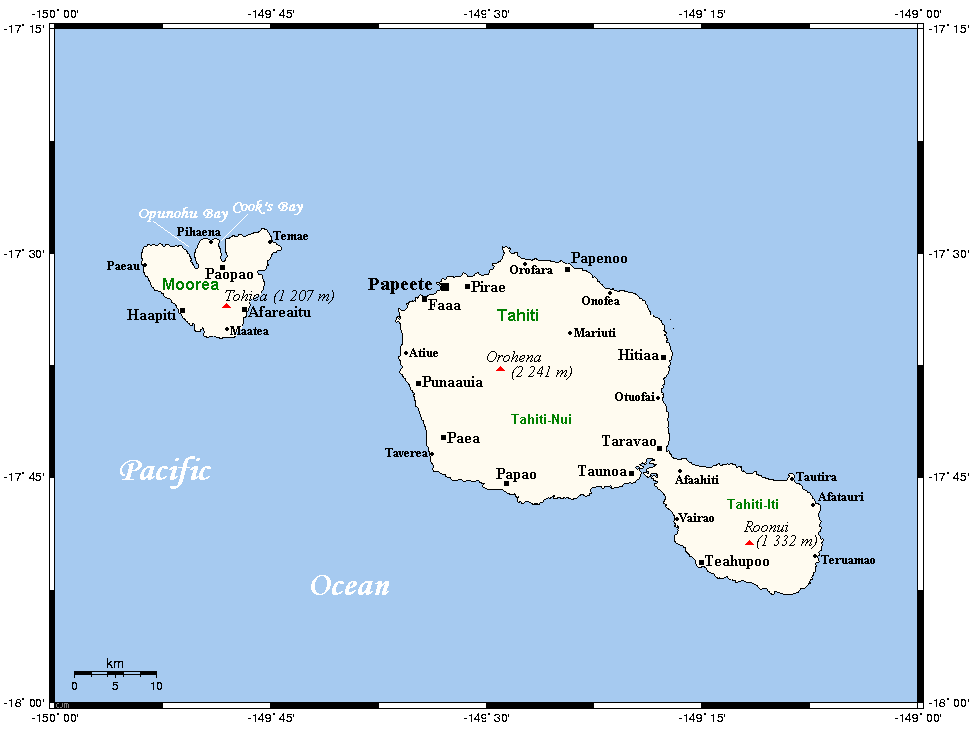
Moʻorea és Tahiti térképe.

A sziget keleti és nyugati részén található közel szimmetrikus öblei miatt felülről nézve a sziget alakja valamelyest egy szívre emlékeztet.  A vulkanikus bazalt kőzetű sziget mintegy másfél-két és fél millió évvel ezelőtt alakult ki egy forrópont révén. Ugyanez a forrópont hozta létre az egész Társaság-szigetcsoportot. Bizonyos elméletek szerint a jelenlegi öblök korábban folyómedrek voltak, amelyek feltöltődtek a holocén vízszintemelkedéskor.

## Története
Ahogy Polinézia szigetei közül számtalan másik sziget, Mo'orea szigetét is a polinézek telepítették be először a tőle nyugatra eső területek felől. Kenukkal érkeztek dél-Ázsia felől, hogy újabb szárazföldeket hódítsanak meg. Mo'oreára 1000 évvel ezelőtt érkeztek. Vannak ősi maradványok a szigeten, mint például a Marae. Ez ősi sziklákból áll, amelyek piramis formájúak. Az ezeken a sziklákon található sziklába vésett ábrákból következtetni lehet, hogy mikor mutattak be náluk áldozatokat. A legrégibb marae az 'Āfareaitu Marae a sziget fő falujában található. A korai polinézek készítették 900-ban. Ezt a marae-t a turistáknak egyszerűen meg lehet nézni. Az első európaiak a 18. században érkeztek a szigetre. Az első két nyugati ember Samuel Wallis és James Cook kapitány volt. Tahiti felől érkeztek a szigetre és a mai Cook-öbölben kötöttek ki.
A franciák által megnyert francia-tahiti háborúban a tahitiek többsége Papeto'ai-ből származott. Mo'orea Francia Polinézia részévé vált. Charles Darwin a korál atollok képződésével kapcsolatos elméletének megalkotása előtt megihlette a látvány, amint Tahiti egyik csúcsáról Moʻorea szigetét nézte. Úgy jellemezte, hogy az egy kép egy keretben ("picture in a frame"), amely a szigetet körbezáró korál zátonyra utalt. Ezen a szigeten élt egy ideig Don the Beachcomber amerikai hajós, amikor a hajóját elpusztította egy trópusi tájfun.
Egy 1839-es amerikai expedíció után kezdődött meg Mo'orea fejlesztése. Megépítették a fő utat és a Vai'are rakpartot. A polinézeknek mintegy 4 évig tartott a 3 komp elindítása, amely Mo'orea és Tahiti között közlekedik naponta háromszor. A kompok sebessége különböző. 1967. október 7-én készült el Moorea saját repülőterének épülete, majd egy hónappal később meg is nyitották a Moorea repülőteret.

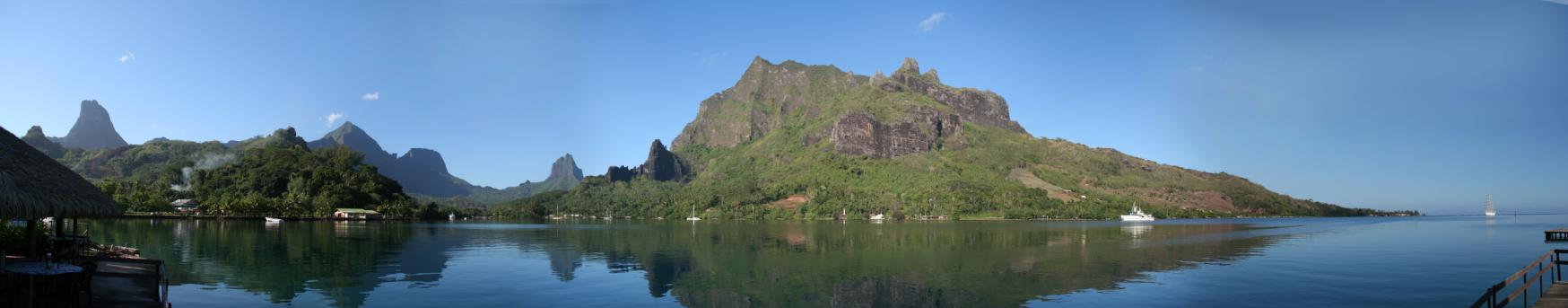
Cook-öböl, Mouʻa Puta (balra), Mouʻa Roa, más néven Bali Hai (középen) és a Rótui-hegy (jobbra)